# 甘州 (雅楽)
甘州（かんしゅう）は、雅楽の唐楽の曲名の一つ。

## 概要
平調で、延四拍子の准大曲である。管絃と舞楽があり、舞楽の場合は舞人4人による平舞である。
唐の玄宗皇帝が作曲したと伝えられており、曲名は当時の中国の地名に由来する。
天王寺楽所には、この甘州を早四拍子に編曲した管絃の小曲である早甘州という曲がある。